# 拉达曼迪斯
拉达曼迪斯（英文型態的寫法有兩種：Rhadamanthus〔/ˌrædəˈmænθəs/〕或Rhadamanthys）是希腊神话中主神宙斯和欧罗巴的儿子，被視為半神，是米诺斯、萨尔珀冬的兄弟。 
在米诺斯统治克里特以前，拉达曼迪斯是克里特之王，后来他被米诺斯赶出克里特岛。拉达曼迪斯流亡到維奧蒂亞，在那里他结了婚。相传拉达曼迪斯死后与米诺斯、艾亞哥斯一起做了冥界的判官，专门惩罚罪人。 